# Andriasa suffusa
Andriasa suffusa är en fjärilsart som beskrevs av Walker 1869. Andriasa suffusa ingår i släktet Andriasa och familjen svärmare. Inga underarter finns listade i Catalogue of Life.